# 張鑑 (天順進士)
張鑑（1427年—？），字景昭，湖廣永州衛人，明朝政治人物。進士出身。

## 生平
湖廣鄉試第三名。天順元年（1457年）丁丑科會試第四十六名，殿試登進士第三甲第三十五名。

## 家族
曾祖張伯和。祖父張貴諒。父亲張啟。